# Laminar Research
La Laminar Research è una piccola azienda di software con sede a Columbia (Carolina del Sud), e si dedica alla progettazione di software che rispecchia accuratamente le leggi della fisica.
Il prodotto principale della Laminar è X-Plane.